# Последният ерген
„Последният ерген“ е български игрален филм (комедия, драма) от 1974 година, по сценарий и режисура на Владимир Янчев. Оператор е Крум Крумов. Музиката във филма е композирана от Найден Андреев. Художник на постановката е Петко Бончев.

## Състав

### Актьорски състав
| Изпълнител                           | Роля                                       |
| ------------------------------------ | ------------------------------------------ |
| Тодор Колев                          | Цоков                                      |
| Народен артист Георги Георгиев – Гец | полковникът                                |
| Народен артист Андрей Чапразов       | Камен Шишков                               |
| Заслужила артистка Татяна Лолова     | Зара Шишкова                               |
| Цветана Манева                       | Йорданка                                   |
| Заслужила артистка Невена Коканова   | Фани                                       |
| Доротея Тончева                      |                                            |
| Стефан Мавродиев                     | Тео                                        |
| Петър Божилов                        |                                            |
| В епизодите                          |                                            |
| Стефан Пейчев                        |                                            |
| Желчо Мандаджиев                     |                                            |
| Заслужил артист Петко Карлуковски    |                                            |
| Заслужил артист Емил Стефанов        |                                            |
| Стоян Стойчев                        |                                            |
| Евстати Стратев                      |                                            |
| Райна Петрова                        |                                            |
| Мариана Аламанчева                   |                                            |
| Динко Динев                          |                                            |
| Мария Карел                          |                                            |
| Кина Мутафова                        |                                            |
| Йорданка Ценева                      |                                            |
| Олга Попова                          |                                            |
| Лиляна Саева                         |                                            |
| Димитър Миланов                      |                                            |
| Иван Цветарски                       |                                            |
| Стефан Костов                        |                                            |
| Любен Петров                         |                                            |
| Данаил Ангелов                       |                                            |
| Веселин Борисов                      |                                            |
| Никола Камбуров                      |                                            |
| Кирил Спасов                         |                                            |
| Ангелина Маринова                    |                                            |
| Емил Колев                           |                                            |
| Пепо Габровски                       |                                            |
| Веселин Михайлов                     |                                            |
| Стефан Поляков                       |                                            |
| Гинка Шофелинова                     |                                            |
| Нели Милкова                         |                                            |
| Иван Янчев                           |                                            |
| Димитър Евстатиев                    |                                            |
| Евтим Нестов                         |                                            |
| Мария Ганчева                        |                                            |
| Иван Обретенов                       | гробар (не е посочен в надписите на филма) |
| Димитър Бочев                        | гробар (не е посочен в надписите на филма) |

и други

### Творчески и технически екип
| Сценарий Режисьор      | Владимир Янчев                                                                                 |
| Редактори              | Асен Георгиев Матей Стоянов                                                                    |
| Оператор               | Крум Крумов                                                                                    |
| Художник               | Петко Бончев                                                                                   |
| Музика                 | Найден Андреев                                                                                 |
| Тонрежисьор            | Георги Кръстев                                                                                 |
| Втори режисьор         | Антон Маринов                                                                                  |
| Втори оператор         | Венко Каблешков                                                                                |
| Монтаж                 | Катя Василева                                                                                  |
| Костюми                | Радка Жекова                                                                                   |
| Втори художник         | Мари-Терез Господинова                                                                         |
| Художник-гримьор       | Агнес Казасова                                                                                 |
| Гримьор                | Красимир Николов                                                                               |
| Комбинирани снимки     | Художник: Минчо Минчев Оператор: Иван Манев                                                    |
| Асистент-режисьори     | Румяна Рунева-Маркова Гани Стайков Таня Лилова                                                 |
| Асистент-оператори     | Емил Димитров Емил Виделов Васил Кайзеров                                                      |
| Звукооператор          | Владимир Севриев                                                                               |
| Асистент-звукооператор | Панайот Касабов                                                                                |
| Монтаж                 | Йорданка Бъчварова Сузана Симеонова                                                            |
| Фотограф               | Елена Димитрова                                                                                |
| Осветление             | Антим Борисов                                                                                  |
| Реквизит               | Гаро Гарабедян Димитър Максимов                                                                |
| Гардероб               | Цветана Рачева                                                                                 |
| Пиротехника            | Георги Байкушев                                                                                |
| Декор                  | Васил Младенов                                                                                 |
| Консултанти            | полк. Стоян Нейков полк. Васил Василев полк. Стоян Пенков                                      |
| Организатор            | Васил Карамишев                                                                                |
| Директор               | Никола Велев                                                                                   |
| Песента изпълняват     | Маргарита Хранова Тодор Колев Оркестър „МЕТРОНОМ“                                              |
| Музиката изпълнява     | Естрадно-симфоничния оркестър на Комитета за телевизия и радио Диригент: Вили Казасян          |
| Производство           | Българска кинематография Студия за игрални филми Творчески колектив „ХЕМУС“ /Copyright © 1974/ |